# The Greatest Game Ever Played
The Greatest Game Ever Played är en amerikansk dramafilm från 2005 i regi av Bill Paxton. Filmen hade svensk TV-premiär 18 april 2009.

## Handling
En verklighetsbaserad film som handlar om U.S. Open 1913 där 20-årige caddien Francis Ouimet besegrar sin idol, britten Harry Vardon.

## Medverkande
- Shia LaBeouf - Francis Ouimet
- Stephen Dillane - Harry Vardon
- Josh Flitter - Eddie Lowery
- Peter Firth - Lord Northcliffe
- Peyton List - Sarah Wallis
- Elias Koteas - Arthur Ouimet
- Len Cariou - Stedman Comstock
- Stephen Marcus - Ted Ray
- Max Kasch - Freddie Wallis